# Lena Søeborg
Lena Søeborg (født 3. april 1965) er en dansk skulptør og installationskunstner.
Lena Søeborg voksede op i Virum nord for København og blev uddannet på Det Jyske Kunstakademi i Århus fra 1988 til 1993.
Lena Søeborgs arbejdsområde er skulpturer, installationer og udsmykninger. Hun er repræsentant for den nutidige skulpturelle kunst, gerne med udgangspunkt i dagligdags og velkendte objekter og en leg med utraditionelle materialkombinationer. Søeborg er medlem af Billedkunstnernes Forbund og kunstnersammenslutningerne Cromisterne og Ovalen. Hun har blandt andet udstillet i Århus Kunstbygning, Galleri Zenit, Pakhuset i Nykøbing, Overgaden i København og på Den Fri og Charlottenborgs Efterårsudstilling. Hun blev i 2004 udnævnt til Årets kunstner i Vestsjællands Amt.
Lena Søeborg er gift med den norske dramatiker og billedkunstner Morten Nyhus (nb). Fra 1994 til 2006 boede og arbejdet de i Bråde ved Nykøbing Sjælland. De bor nu i Norge.